# Aeroporto de Phu Cat
O Aeroporto de Ca Mau (IATA: UIH, ICAO: VVPC) (em vietnamita: Sân bay Phù Cát) situa-se em Quy Nhon, Bình Định, ilha Nam Trung Bộ, Vietnã. É o maior dos quatro aeroportos que servem a província de Bình Định, na região das Nam Trung Bộ vietnamita.

## Linhas aéreas e destinos
- Vietnam Airlines - Aeroporto Internacional Tan Son Nhat (Cidade de Ho Chi Minh)
- Vietnam Airlines - Aeroporto Internacional Noi Bai (Hanoi)
- Vietnam Airlines - Aeroporto Internacional Da Nang (Da Nang)